# Croton sincorensis
Espèce
Croton sincorensis est une espèce de plantes à fleurs du genre Croton et de la famille des Euphorbiaceae, présente au Brésil (Pernambouc, Bahia).
Il a pour synonyme :
- Oxydectes sincorensis, (Mart. ex Müll.Arg.) Kuntze